# Batalla de Navarro
La batalla de Navarro (Navarro, província de Buenos Aires, 9 de desembre de 1828) va ser un combat de les guerres civils argentines entre unitaris i federals, que va finalitzar amb la victòria de les forces del general Juan Lavalle sobre les milícies sota el comandament del coronel Manuel Dorrego, governador legal de la província de Buenos Aires, al que aquell havia enderrocat.

## Antecedents
Després de la caiguda de la presidència de Bernardino Rivadavia, el cap del partit federal, Manuel Dorrego, va ser elegit governador de la província de Buenos Aires. Però es va veure obligat, per pressió del govern anglès i dels accionistes del Banc de Buenos Aires, a signar la pau amb l'Imperi del Brasil, atorgant la independència a la República Oriental de l'Uruguai. El partit unitari s'oposava activament a Dorrego, i quan es va signar la pau van unir a la seva causa als caps militars que havien fet la guerra a l'Imperi, indignats pel tractat de pau.
Van convèncer el cap de les forces portenyes, general Juan Lavalle, a unir-se a ells. L'1 de desembre de 1828, aquest va enderrocar al governador. Dorrego es va traslladar a l'interior de la província, delegant el comandament en el general Juan Ramón Balcarce mentre organitzava l'exèrcit que havia de reposar-lo en el comandament. Però Balcarce va haver de rendir-se a Lavalle, que aquest mateix dia es va fer escollir governador en una assemblea dels seus partidaris a l'atri d'una església.
Des de llavors, tots dos contendents es consideraven a si mateixos el governador legal, i a l'altre com un usurpador. Dorrego va reunir tropes a l'interior de la província, sobretot les forces de milícies rurals al comandament del coronel Juan Manuel de Rosas i alguns indis amics. Lavalle va sortir a enfrontar-shi, per la qual cosa el governador legal i Rosas van decidir unir les seves forces a les del coronel Ángel Pacheco, al nord de la província.

## Desenvolupament
Però inesperadament Dorrego va canviar d'idea i va decidir presentar batalla al poble de Navarro. Malgrat haver escollit el camp de batalla, la rapidesa de l'atac de Lavalle le va donar l'aventatge de la sorpresa, a la que s'hi sumaba una molt superior preparació militar de les seves forces i un millor armament.
Els 600 cuirassers de Lavalle van atacar de front els 2.000 milicians gautxos de Dorrego i els van posar en fugida, deixant al camp de batalla més de cent morts.

## Conseqüències
Dorrego es va retirar cap al nord de la província, refugiant-se al campament de Pacheco; però dos dels seus oficials, Bernardino Escribano i Mariano Acha, es van revoltar contra ell i van arrestar a Dorrego. Pocs dies més tard, instigat pels seus aliats unitaris, Lavalle ordenava l'afusellament del governador Dorrego a Navarro.
Aquesta batalla va decidir la guerra entre Dorrego i Lavalle, però al mateix temps va iniciar una guerra civil generalitzada a tot el país entre unitaris i federals. Aquesta deixaria la província de Buenos Aires en mans de Rosas i el litoral fluvial controlat pel cabdill federal de la província de Santa Fe, Estanislao López. Quant a les províncies de l'interior, després de dos anys de domini del general unitari José María Paz, la guerra va concloure amb la victòria federal i el domini gairebé absolut del cabdill Juan Facundo Quiroga.